# Fluefanger-slægten
Fluefanger (Dionaea) er en lille planteslægt med én art:
| Arter |

- Fluefanger (Dionaea muscipula)